# Sjarhej Černik
Sjarhej Viktaravič Černik (in bielorusso Сяргей Віктаравіч Чэрнік?, Syarhey Chernik; Hrodna, 5 marzo 1988) è un calciatore bielorusso, portiere dello Sluck.

## Carriera

### Club
Ha giocato in massima serie con la maglia del Neman, e successivamente con quella del BATE di Borisov.

### Nazionale
Ha giocato con la nazionale bielorussa Under-21.
Ha esordito in nazionale maggiore il 15 novembre 2013 nell'amichevole Albania-Bielorussia (0-0).

## Statistiche

### Presenze e reti nei club
Statistiche aggiornate al 16 maggio 2016.
| Stagione            | Squadra             | Campionato          | Campionato | Campionato | Coppe nazionali | Coppe nazionali | Coppe nazionali | Coppe continentali | Coppe continentali | Coppe continentali | Altre coppe | Altre coppe | Altre coppe | Totale | Totale |
| Stagione            | Squadra             | Comp                | Pres       | Reti       | Comp            | Pres            | Reti            | Comp               | Pres               | Reti               | Comp        | Pres        | Reti        | Pres   | Reti   |
| ------------------- | ------------------- | ------------------- | ---------- | ---------- | --------------- | --------------- | --------------- | ------------------ | ------------------ | ------------------ | ----------- | ----------- | ----------- | ------ | ------ |
| 2010                | Neman               | VL                  | 15         | -15        | KB              | 6               | -4              | -                  | -                  | -                  | -           | -           | -           | 21     | -19    |
| 2011                | Neman               | VL                  | 23         | -30        | KB              | 4               | -3              | -                  | -                  | -                  | -           | -           | -           | 27     | -33    |
| 2012                | Neman               | VL                  | 29         | -32        | KB              | 2               | -2              | -                  | -                  | -                  | -           | -           | -           | 31     | -34    |
| 2013                | Neman               | VL                  | 22+9       | -23 + -6   | KB              | 0               | 0               | -                  | -                  | -                  | -           | -           | -           | 31     | -29    |
| Totale Neman        | Totale Neman        | Totale Neman        | 89+9       | -100 + -6  |                 | 12              | -9              |                    | -                  | -                  |             | -           | -           | 110    | -115   |
| 2014                | BATE Borisov        | VL                  | 29+8       | -18 + -8   | KB              | 5               | -3              | UCL                | 11                 | -26                | SB          | 0           | 0           | 53     | -55    |
| 2015                | BATE Borisov        | VL                  | 24         | -10        | KB              | 6               | -2              | UCL                | 12                 | -16                | SB          | 1           | 0           | 43     | -28    |
| 2016                | BATE Borisov        | VL                  | 8          | -11        | KB              | 0               | 0               | UCL                | 0                  | 0                  | SB          | 1           | -1          | 9      | -12    |
| Totale Bate Borisov | Totale Bate Borisov | Totale Bate Borisov | 61+8       | -39 + -8   |                 | 11              | -5              |                    | 23                 | -42                |             | 2           | -1          | 105    | -95    |
| Totale carriera     | Totale carriera     | Totale carriera     | 150+17     | -139 + -14 |                 | 23              | -14             |                    | 23                 | -42                |             | 2           | -1          | 215    | -210   |

### Cronologia presenze e reti in nazionale
| Cronologia completa delle presenze e delle reti in nazionale ― Bielorussia | Cronologia completa delle presenze e delle reti in nazionale ― Bielorussia | Cronologia completa delle presenze e delle reti in nazionale ― Bielorussia | Cronologia completa delle presenze e delle reti in nazionale ― Bielorussia | Cronologia completa delle presenze e delle reti in nazionale ― Bielorussia | Cronologia completa delle presenze e delle reti in nazionale ― Bielorussia | Cronologia completa delle presenze e delle reti in nazionale ― Bielorussia | Cronologia completa delle presenze e delle reti in nazionale ― Bielorussia |
| Data                                                                       | Città                                                                      | In casa                                                                    | Risultato                                                                  | Ospiti                                                                     | Competizione                                                               | Reti                                                                       | Note                                                                       |
| -------------------------------------------------------------------------- | -------------------------------------------------------------------------- | -------------------------------------------------------------------------- | -------------------------------------------------------------------------- | -------------------------------------------------------------------------- | -------------------------------------------------------------------------- | -------------------------------------------------------------------------- | -------------------------------------------------------------------------- |
| 15-11-2013                                                                 | Adalia                                                                     | Bielorussia                                                                | 0 – 0                                                                      | Albania                                                                    | Amichevole                                                                 | -                                                                          |                                                                            |
| 21-5-2014                                                                  | Vaduz                                                                      | Liechtenstein                                                              | 1 – 5                                                                      | Bielorussia                                                                | Amichevole                                                                 | -1                                                                         |                                                                            |
| 4-9-2014                                                                   | Barysaŭ                                                                    | Bielorussia                                                                | 6 – 1                                                                      | Tagikistan                                                                 | Amichevole                                                                 | -1                                                                         |                                                                            |
| 18-11-2014                                                                 | Barysaŭ                                                                    | Bielorussia                                                                | 3 – 2                                                                      | Messico                                                                    | Amichevole                                                                 | -2                                                                         | Cap.                                                                       |
| 30-3-2015                                                                  | Libreville                                                                 | Gabon                                                                      | 0 – 0                                                                      | Bielorussia                                                                | Amichevole                                                                 | -                                                                          | 46’                                                                        |
| 7-6-2015                                                                   | Mosca                                                                      | Russia                                                                     | 4 – 2                                                                      | Bielorussia                                                                | Amichevole                                                                 | -1                                                                         | 46’                                                                        |
| 25-3-2016                                                                  | Vaduz                                                                      | Armenia                                                                    | 0 – 0                                                                      | Bielorussia                                                                | Amichevole                                                                 | -                                                                          |                                                                            |
| 31-5-2016                                                                  | Cork                                                                       | Irlanda                                                                    | 1 – 2                                                                      | Bielorussia                                                                | Amichevole                                                                 | -1                                                                         |                                                                            |
| 9-11-2016                                                                  | Atene                                                                      | Grecia                                                                     | 0 – 1                                                                      | Bielorussia                                                                | Amichevole                                                                 | -                                                                          |                                                                            |
| 1-6-2017                                                                   | Neuchâtel                                                                  | Svizzera                                                                   | 1 – 0                                                                      | Bielorussia                                                                | Amichevole                                                                 | -1                                                                         |                                                                            |
| 9-6-2017                                                                   | Barysaŭ                                                                    | Bielorussia                                                                | 2 – 1                                                                      | Bulgaria                                                                   | Qual. Mondiali 2018                                                        | -1                                                                         |                                                                            |
| 31-8-2017                                                                  | Lussemburgo                                                                | Lussemburgo                                                                | 1 – 0                                                                      | Bielorussia                                                                | Qual. Mondiali 2018                                                        | -1                                                                         |                                                                            |
| 3-9-2017                                                                   | Borisov                                                                    | Bielorussia                                                                | 0 – 4                                                                      | Svezia                                                                     | Qual. Mondiali 2018                                                        | -4                                                                         | 84’                                                                        |
| 7-10-2017                                                                  | Borisov                                                                    | Bielorussia                                                                | 1 – 3                                                                      | Paesi Bassi                                                                | Qual. Mondiali 2018                                                        | -3                                                                         |                                                                            |
| 10-10-2017                                                                 | Saint-Denis                                                                | Francia                                                                    | 2 – 1                                                                      | Bielorussia                                                                | Qual. Mondiali 2018                                                        | -2                                                                         |                                                                            |
| 8-9-2018                                                                   | Minsk                                                                      | Bielorussia                                                                | 5 – 0                                                                      | San Marino                                                                 | UEFA Nations League 2018-2019 - 1º turno                                   | -                                                                          |                                                                            |
| 15-10-2018                                                                 | Minsk                                                                      | Bielorussia                                                                | 0 – 0                                                                      | Moldavia                                                                   | UEFA Nations League 2018-2019 - 1º turno                                   | -                                                                          |                                                                            |
| 18-11-2018                                                                 | Serravalle                                                                 | San Marino                                                                 | 0 – 2                                                                      | Bielorussia                                                                | UEFA Nations League 2018-2019 - 1º turno                                   | -                                                                          |                                                                            |
| 19-11-2019                                                                 | Podgorica                                                                  | Montenegro                                                                 | 2 – 0                                                                      | Bielorussia                                                                | Amichevole                                                                 | -2                                                                         |                                                                            |
| 2-9-2021                                                                   | Ostrava                                                                    | Rep. Ceca                                                                  | 1 – 0                                                                      | Bielorussia                                                                | Qual. Mondiali 2022                                                        | -1                                                                         | Cap.                                                                       |
| 5-9-2021                                                                   | Kazan'                                                                     | Bielorussia                                                                | 2 – 3                                                                      | Galles                                                                     | Qual. Mondiali 2022                                                        | -3                                                                         | Cap.                                                                       |
| 8-9-2021                                                                   | Kazan'                                                                     | Bielorussia                                                                | 0 – 1                                                                      | Belgio                                                                     | Qual. Mondiali 2022                                                        | -1                                                                         | cap.                                                                       |
| 13-11-2021                                                                 | Cardiff                                                                    | Galles                                                                     | 5 – 1                                                                      | Bielorussia                                                                | Qual. Mondiali 2022                                                        | -5                                                                         | cap.                                                                       |
| Totale                                                                     |                                                                            | Presenze                                                                   | 23                                                                         |                                                                            | Reti                                                                       | -30                                                                        |                                                                            |

## Palmarès

### Club

#### Competizioni nazionali
- Supercoppa di Bielorussia: 3

BATĖ Borisov: 2014, 2015
Šachcër Salihorsk: 2021
- Campionato bielorusso: 3

BATĖ Borisov: 2014, 2015
Šachcër Salihorsk: 2022
- Coppa di Bielorussia: 1

BATĖ Borisov: 2014-2015